# Heer Ollie en een Bommelding
Heer Ollie en een Bommelding (in boekuitgaven/spraakgebruik verkort tot Een Bommelding) is een verhaal uit de Bommelsaga, geschreven en getekend door Marten Toonder. Het verhaal verscheen voor het eerst op 9 mei 1983 met een aankondiging, waarna de volgende strips vanaf 22 juni tot 17 september van datzelfde jaar verschenen. Het thema is de levensopdracht van heer Bommel.

## Verhaalaankondiging
De herbouw van het stadslaboratorium was door de schenking van heer Bommel in het voorafgaande verhaal al in volle gang. De geleerden professor Prlwytzkofsky en Alexander Pieps zijn intussen tijdelijk ondergebracht bij het Meteorologisch Instituut van de stad Rommeldam. De hoogleraar neemt stratusbewolking waar die bovendien elektrisch is geladen. Er is kans op het ontladen van een bolbliksem boven het kasteel Bommelstein. Heer Bommel voelt wel dat er iets drukkends in de lucht zit, maar hij besluit tot 22 juni zijn werkzaamheden voor ontspanning in te ruilen.

## Weggelaten afleveringen
In de uitgaven van de Bezige Bij zijn de afleveringen 01337 t/m 01341 vervallen en is strook 01342 hertekend en herschreven. In de uitgave van Uitgeverij Panda staan de oorspronkelijke stroken afgebeeld.

## Hoorspel
- Een Bommelding in het Bommelhoorspel